# Храм Уппсалы

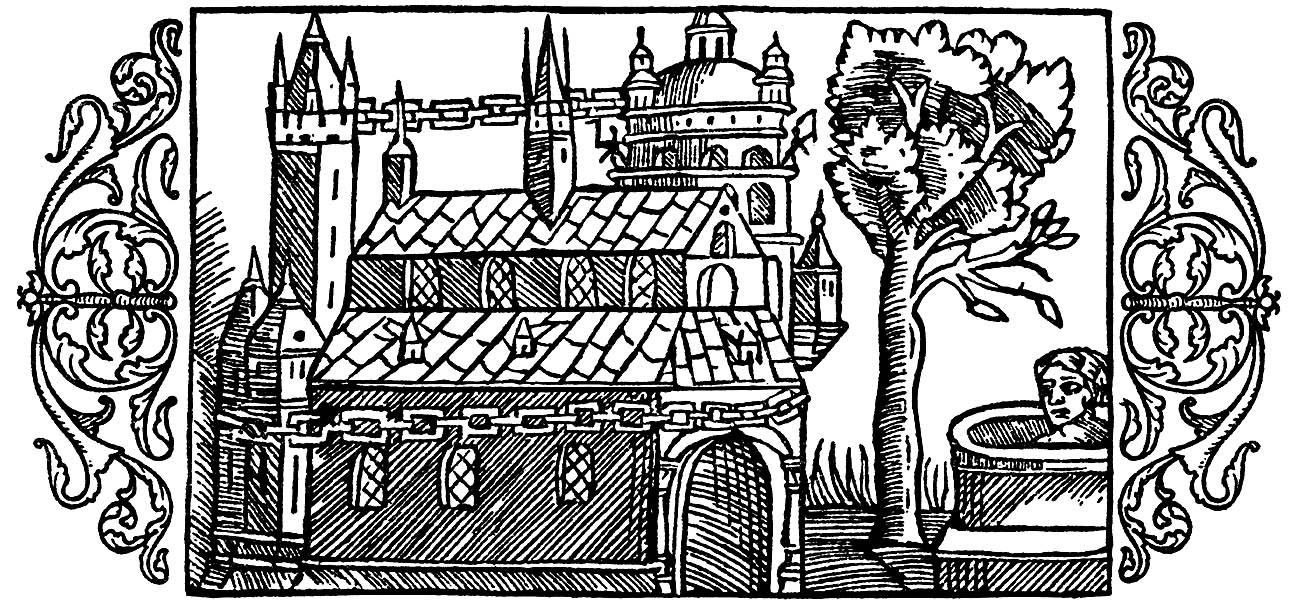
Деревянная гравюра с изображением Храма Уппсалы из книги Олафа Магнуса Historia de Gentibus Septentrionalibus, 1555 года. Изображение выполнено по описанию Адама Бременского: с золотой цепью по периметру здания, колодцем и деревом.

Храм Уппсалы — языческий храм и религиозный центр, расположенный в Швеции в Старой Уппсале (швед. Gamla Uppsala). Храм упоминается в трактате XI века Gesta Hammaburgensis ecclesiae pontificum, Адама Бременского и в Круге земном, написанном в XIII веке Снорри Стурлусоном. Существуют различные теории, пытающиеся привязать Храм к имеющимся историческим находкам в Старой Уппсале. В 1087 году конунг Инге I Старший спалил языческий храм в Старой Уппсале и уничтожил места поклонения языческим богам.

## Письменные свидетельства

### Gesta Hammaburgensis ecclesiae pontificum
Сочинение Адама Бременского «Деяния архиепископов Гамбургской церкви» даёт наиболее подробное описание храма. Приведём фрагмент хроники, указывая в квадратных скобках соответствующие схолии к тексту:

26. У этого племени есть знаменитое святилище, которое называется Упсала [Схолия 138: Около этого храма растёт большое дерево с раскидистыми ветвями, вечно зелёное и зимой, и летом, и никто не знает, какова природа этого дерева. Там также находится источник, где язычники совершают жертвоприношения, бросая туда живого человека; если тот не всплывает, то это значит, что желание народа осуществится. Схолия 139: Этот храм опоясан золотой цепью, которая висит на склонах здания и ярко освещает всех входящих. Храм расположен на равнине, которая со всех сторон окружена горами наподобие театра.], и расположено недалеко от города Сигтуны [или от Бирки]. В этом храме, который целиком изготовлен из золота, находятся статуи трёх почитаемых народом богов. Самый могущественный из них — Тор — восседает на троне посреди парадного зала; с одной стороны от него — Водан, а с другой — Фрикко. Их полномочия распределяются следующим образом: "Тор, — говорят шведы, — царит в эфире, управляет громом и реками, ветрами и дождями, ясной погодой и урожаями. Второй — Водан, что означает «ярость», ведёт войны, даёт людям мужество в битвах с врагами. Третий — Фрикко — дарует смертным мир и наслаждения. Последнего изображают с огромным фаллосом. Водана же шведы представляют вооружённым, как у нас обычно Марса. А Тор со своим скипетром напоминает Юпитера. Они также почитают обожествленных людей, даря им бессмертие за славные подвиги <…>
27. Ко всем их богам приставлены жрецы, которые от имени народа приносят им жертвы. Если грозит голод или мор, они приносят жертвы идолу Тора, если война — Водану, если грядут свадебные торжества — Фрикко. Они также имеют обычай каждые девять лет проводить в Упсале общее для всех шведских провинций торжество [Схолия 140: Когда совсем недавно христианнейший король Швеции Анунд отказался приносить демонам установленную народом жертву, его изгнали из королевства, и он, как говорят, ушёл оттуда, радуясь, ибо удостоился принять бесчестье за имя Иисуса.]. От участия в этом торжестве не освобождается никто. Короли и народы, все вместе и поодиночке, отсылают свои дары в Упсалу, и, что ужаснее всего, те, которые уже приняли христианство, вынуждены откупаться от участия в подобных церемониях.
Жертвоприношение происходит следующим образом: из всей живности мужского пола в жертву приносят девять голов; считается, что их кровь должна умилостивить богов [Схолия 141: Пиры и подобного рода жертвоприношения справляются в течение девяти дней. Каждый день вместе с животными в жертву приносят одного человека, так что всего за девять дней в жертву приносятся 72 живых существа. Это жертвоприношение происходит около дня весеннего равноденствия.]. А тела этих животных развешивают в ближайшей к храму роще. Эта роща столь священна для язычников, что даже деревья её, согласно поверью, становятся божественными благодаря смерти и разложению жертв. Один христианин рассказывал мне, что видел в этой роще висевшие вперемежку тела собак, лошадей и людей, общим числом 72. А о многочисленных нечестивых магических песнопениях, которые они обычно исполняют, совершая обряд жертвоприношения, лучше будет вообще умолчать

### Heimskringla
В «Саге об Инглингах» из «Круга Земного» Снорри дает эвхемерное происхождение скандинавских богов и правителей, ведущих свой род от них. В пятой главе говорится о том, что асы поселились на территории Швеции и построили там храмы. Один поселился на озере Меларен в месте под названием Sigtúnir (4 км западнее Сигтуна). Там он построил храм и совершал жертвоприношения согласно традициям асов. Он дал кров священникам храма. После Ньёрд стал обитать в Нуатуне, Фрей — в Уппсале, Хеймдалль — в Химингбьёрге (др.-сканд. Himingbjörg), Тор — в Трудванге, Бальдр — в Брейдаблике.
В десятой главе, после смерти Ньёрда, Фрей стал конунгом свеев. Согласно саге, Фрей «воздвиг огромный храм в Уппсале и сделал его своей главной резиденцией, где собирались все подношения ему, все движимое и не движимое имущество. Так появились и Великие курганы Уппсалы, что поддерживаются и по сей день».

## Археологические свидетельства
В 1926 году в ходе археологических раскопок в Старой Уппсале Суне Линдквист обнаружил под церковью столбовые ямы. Их расположение представляло собой концентрические прямоугольники в виде лабиринта. Мотив прямоугольных и круглых лабиринтов является типичным для культовых сооружений Скандинавии и Севера в целом. Многие последующие попытки реконструкции храма были основаны на этом открытии.
Археологи Нейл Прайс и Магнус Алькарп (2005) оспаривают версию 1926 года: «… это заключение очевидно не верно, так как столбовые ямы принадлежат к разным периодам строительства, что может быть доказано стратиграфически». Используя георадар и другие геофизические методы, Прайс и Алькарп обнаружили остатки, интерпретированные ими как деревянные конструкции, под северным трансептом средневекового собора. Также они обнаружили ещё два здания: строение бронзового века и медовый зал эпохи викингов.
Летом и осенью 2013 года, при расширении автострад недалеко от Старой Уппсалы, всего в сотнях метрах от Курганов Уппсалы были обнаружены две длинные полосы (под прямым углом к друг другу) из вкопанных деревянных столбов в один ряд. При изучении археологами выяснилось, что длина первой линии около километра и она состоит из 144 больших столбов через каждые 6 метров, длина другой — около полукилометра. Судя по размерам (диаметру и глубине) ям и по остаткам столбов, это было впечатляющее сооружение со столбами высотой до 8-10 метров. Линии столбов напоминают защитное сооружение (частокол), но слишком большой зазор между столбами наводит на мысль о церемониальном, культовом назначении линии столбов — это сооружение было видно издалека. В некоторых ямах были найдены кости животных, что указывает на жертвоприношения при возведении столбов.

## Разрушение
В 1087 году Инге I Старший (Инге Стенкильссон; древнеисл. Ingi Steinkelsson), накопив силы, в результате скрытного рейда с дружиной из Гёталанда, через Смоланд и восточное побережье Швеции, застал врасплох и убил в Уппсале Блот-Свена, последнего языческого короля Швеции, и его сына Эрика, жреца храма. Затем Инге I Старший спалил языческий храм в Старой Уппсале и уничтожил места поклонения языческим богам.